# 阿尔瓦伊达德拉尔哈拉费
阿尔瓦伊达德拉尔哈拉费，是西班牙安达卢西亚自治区塞维利亚省的一个市镇。 总面积11平方公里，总人口1956人（2001年），人口密度178人/平方公里。